# Spooksteeg

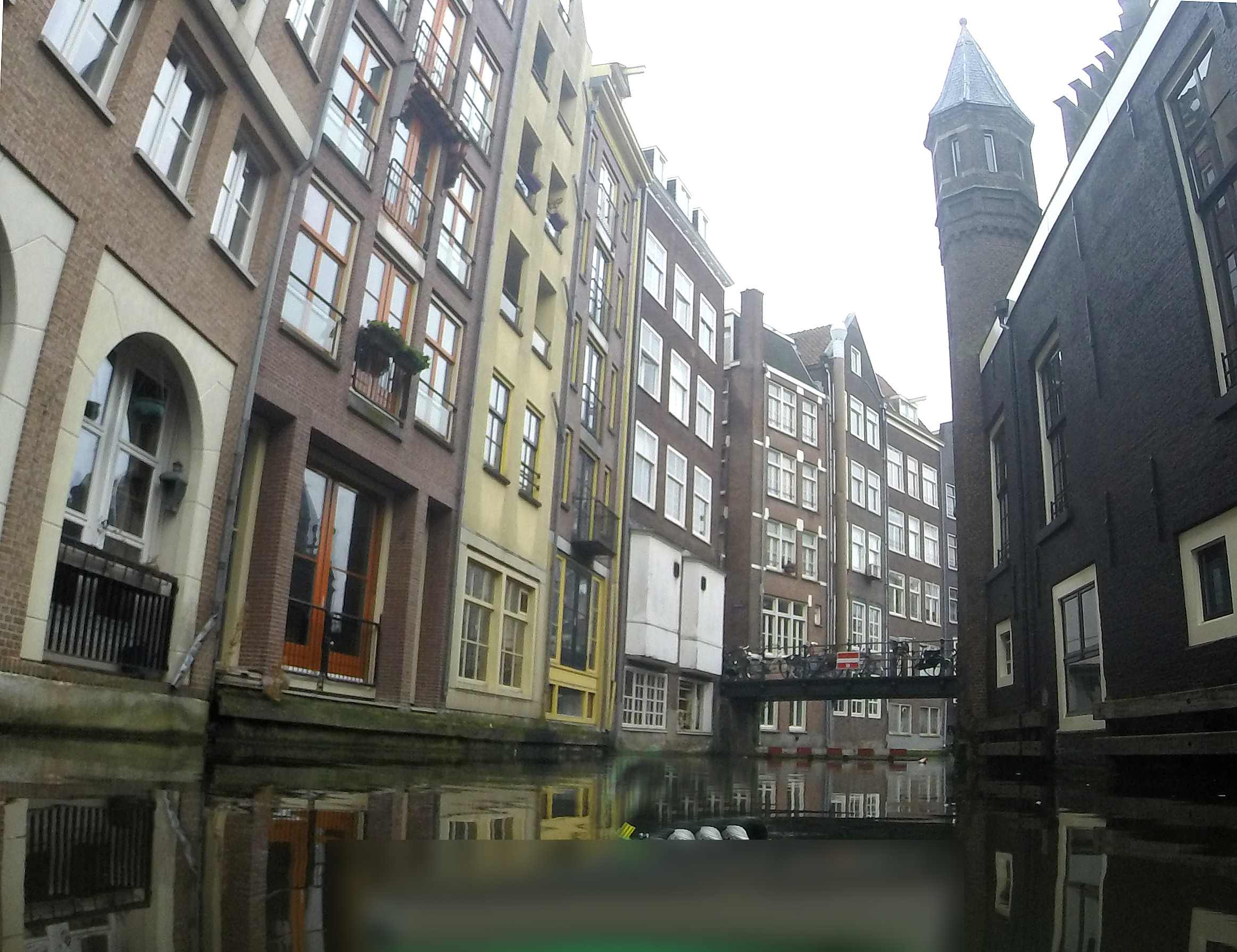
Vredenburgerbrug gezien naar het zuiden, links begint de Spooksteeg, december 2016

De Spooksteeg is een korte steeg in de Oudezijde in het centrum van Amsterdam. De steeg begint na de Vredenburgersteeg en Vredenburgerbrug en eindigt bij de Zeedijk. In het verlengde ligt de Waterpoortsteeg. 
Door de overlast van dronken toeristen, drugdealers en prostituees is de steeg sinds de jaren negentig afgesloten met een hekwerk en alleen toegankelijk voor de bewoners van de bovenliggende woningen. Sinds de jaren tien is de steeg weer open gesteld voor het publiek maar alleen voor voetgangers van 8.00 tot 18.00 uur.De steeg kent geen huisnummers, de panden waarin een nachtclub en een muziekwinkel gevestigd zijn met de bovenliggende woningen hebben een adres aan de Zeedijk maar met een achterdeur naar de steeg. Aan de andere kant grenzen de panden aan het water van de Oudezijds Achterburgwal. De steeg wordt ook gebruikt voor het stallen van fietsen.

## Naamgeving
De herkomst van de naam van de steeg is volgens het verklarend straatnamenboek van Amsterdam onbekend, voor 1800 kwam de naam nergens voor.
Een mogelijke verklaring van de naam is een mythe rond een leerlooier en zijn dochters Helena en Dina die allebei op dezelfde man, Wout, vielen. Op 24 juli 1753 klonk een ijselijk gekerm, een verschrikkelijk gehuil en een hoop geschreeuw op de Zeedijk. Het was het spook van Helena die tot in de eeuwigheid moest boeten voor de vreselijke daad die zij had verricht, de dood van haar zuster. Tot tweemaal toe spookte zij dagen achtereen over de Zeedijk.
Honderd jaar later in 1853 stroomden volgens het Algemeen Handelsblad Sinds een tiental dagen duizenden elke avond naar de Zeedijk, waar, zo heet het, een spook door akelige geluiden de rust van enige huizen stoort. De steeg die in 1853 nog onderdeel was van de Waterpoortsteeg heette in 1855 echter de Spooksteeg.